# Asse della Resistenza

Asse della Resistenza

L'Asse della Resistenza, o di Resistenza, (in persiano  محور مقاومت ‎, Mehvar-e Moqâvemat; in arabo  محور المقاومة ‎?, Miḥwar al-Muqāwamah) è una coalizione informale composta da milizie e gruppi politici alleati o sostenuti dall'Iran in Medio Oriente, costituiti prevalentemente da gruppi armati eterogenei che hanno come nemici comuni gli Stati Uniti e Israele.

## La coalizione

### Iran
È l'ideatore ed il fondatore dell'Asse della Resistenza, de facto è il governo iraniano a guidare la coalizione. 
Manovra i suoi proxy in Medio Oriente principalmente nella sua guerra per procura con Israele e nel conflitto con l'Arabia Saudita, oltre che per limitare l'influenza statunitense nella regione.

### Libano
Hezbollah, nato in Libano nei primi anni '80 con il sostegno diretto dell'Iran e che ne condivide ideologia islamista sciita, è il gruppo armato più forte della coalizione. 

### Palestina
Nei territori palestinesi, gruppi di primaria importanza all'interno della coalizione sono Hamas e il Movimento per il Jihad Islamico in Palestina, che hanno come obiettivo la distruzione dello Stato di Israele e creare uno stato che si estenda su tutta la Palestina.

### Siria
La Siria, insieme all'Iran, era l'unico governo facente parte dell'Asse, ne è stata parte fino alla caduta di Bashar al-Assad nel dicembre 2024.

### Yemen
In Yemen il movimento armato Huthi, finanziato direttamente dall'Iran e attivo nella guerra civile yemenita, insorto contro il governo nazionale. Nel 2023 e 2024 ha effettuato numerosi attacchi contro navi commerciali che passavano nello stretto di Bab-el-Mandeb, causando la Crisi del Mar Rosso.

### Iraq
In Iraq sono numerose le milizie sciite che fanno parte dell'Asse, la coalizione più conosciuta è la Forze di Mobilitazione Popolare che è a sua volta formata da varie fazioni tra cui Kata'ib Hezbollah e l'Organizzazione Badr. Hanno combattuto contro le forze statunitensi durante l'invasione dell'Iraq e durante la guerra civile dal 2014 al 2017.

## Scopo
L'Asse della Resistenza ha come scopo quello di unire e coordinare le forze per opporsi a quella che considerano una dominazione straniera nel Medio Oriente e promuovere la resistenza contro l'occupazione israeliana e l'influenza americana. La coalizione ha anche condotto attacchi contro l'Arabia Saudita e le forze armate statunitensi in Iraq e si è contrapposta ai gruppi armati salafiti sunniti come al-Qaeda e ISIS.